# Prąd literacki
Prąd literacki (zwany także nurtem lub kierunkiem literackim) – pojęcie historycznoliterackie węższe w stosunku do okresu literackiego. Jest to ewoluujący zespół cech artystycznych, ideowych, kompozycyjnych oraz stylistyczno-językowych, który pojawia się w utworach literackich w określonym czasie historycznym. Narodziny takiego prądu mogą mieć charakter świadomej działalności twórców literatury (ogłoszenie manifestu lub sformułowanie programu literackiego), lub mogą mieć charakter dyskursu. Elementami tworzącymi nowy kierunek literacki są wspólne idee lub zbieżny światopogląd artystów, podobna poetyka (rozumiana jako sposób organizacji dzieła literackiego), wspólne tematy lub motywy literackie oraz preferowane środki artystyczne (językowe, stylistyczne i kompozycyjne).
Wyróżnia się pięć faz rozwojowych prądu literackiego: faza wstępna (pojawiają się wówczas pierwsze manifesty lub wypowiedzi dyskursywne), ofensywna (kiedy prąd zajmuje pozycję współpanującą wobec nurtów zastanych), faza szczytowa, faza późna (gdy prąd nie wnosi już nowych jakości do życia literackiego i do kultury) oraz faza zanikowa - często powiązana z kresem biologicznym pokolenia literackiego.
W epoce literatur nowożytnych koegzystowały nurty literackie sobie przeciwstawnie (np. klasycyzm i sentymentalizm w oświeceniu).